# Алесандрија дела Рока
Алесандрија дела Рока (итал. Alessandria della Rocca) је насеље у Италији у округу Агриђенто, региону Сицилија.
Према процени из 2011. у насељу је живело 2979 становника. Насеље се налази на надморској висини од 531 м.

## Географија
| Клима (Алесандрија дела Рока) | Клима (Алесандрија дела Рока) | Клима (Алесандрија дела Рока) | Клима (Алесандрија дела Рока) | Клима (Алесандрија дела Рока) | Клима (Алесандрија дела Рока) | Клима (Алесандрија дела Рока) | Клима (Алесандрија дела Рока) | Клима (Алесандрија дела Рока) | Клима (Алесандрија дела Рока) | Клима (Алесандрија дела Рока) | Клима (Алесандрија дела Рока) | Клима (Алесандрија дела Рока) | Клима (Алесандрија дела Рока) |
| Показатељ \ Месец             | .Јан.                         | .Феб.                         | .Мар.                         | .Апр.                         | .Мај.                         | .Јун.                         | .Јул.                         | .Авг.                         | .Сеп.                         | .Окт.                         | .Нов.                         | .Дец.                         | .Год.                         |
| ----------------------------- | ----------------------------- | ----------------------------- | ----------------------------- | ----------------------------- | ----------------------------- | ----------------------------- | ----------------------------- | ----------------------------- | ----------------------------- | ----------------------------- | ----------------------------- | ----------------------------- | ----------------------------- |
| Средњи максимум, °C (°F)      | 10,1 (50,2)                   | 11,3 (52,3)                   | 13,6 (56,5)                   | 16,4 (61,5)                   | 22,4 (72,3)                   | 27,8 (82)                     | 31,4 (88,5)                   | 31,8 (89,2)                   | 26,9 (80,4)                   | 20,9 (69,6)                   | 15,7 (60,3)                   | 11,4 (52,5)                   | 31,8 (89,2)                   |
| Средњи минимум, °C (°F)       | 3,5 (38,3)                    | 3,6 (38,5)                    | 5,2 (41,4)                    | 6,8 (44,2)                    | 10,8 (51,4)                   | 14,7 (58,5)                   | 17,3 (63,1)                   | 17,6 (63,7)                   | 15,0 (59)                     | 11,5 (52,7)                   | 8,2 (46,8)                    | 5,3 (41,5)                    | 3,5 (38,3)                    |
| [ тражи се извор ]            |                               |                               |                               |                               |                               |                               |                               |                               |                               |                               |                               |                               |                               |

## Становништво
Према резултатима пописа становништва 2011. у општини је живело 3.118 становника.
| 1931. | 1936. | 1951. | 1961. | 1971. | 1981. | 1991. | 2001. | 2011. |
| ----- | ----- | ----- | ----- | ----- | ----- | ----- | ----- | ----- |
| 5.724 | 6.112 | 6.408 | 5.820 | 5.388 | 5.281 | 5.153 | 3.787 | 3.118 |

## Партнерски градови
- Драп